# Гоноховский
Гоноховский — упразднённый разъезд (тип населённого пункта) в Мамонтовском районе Алтайского края России. Входил в состав Гришенского сельсовета. Исключен из учётных данных в 2024 году.

## География
Расположен в центральной части края.
Климат континентальный. Средняя температура января −18,2 °C, июля +19,2 °C. Годовое количество атмосферных осадков — 367 мм.

## История
Возник в 1953 году в связи со строительством железнодорожного разъезда Запад-Сибирской железной дороги.

## Население
| 1997 | 1998 | 1999 | 2000 | 2001 | 2002 | 2003 | 2004 | 2005 | 2006 |
| ---- | ---- | ---- | ---- | ---- | ---- | ---- | ---- | ---- | ---- |
| 13   | →13  | →13  | →13  | →13  | →13  | →13  | →13  | →13  | →13  |
| 2007 | 2008 | 2009 | 2010 | 2011 | 2012 | 2013 |      |      |      |
| →13  | →13  | →13  | ↘11  | ↗12  | →12  | →12  |      |      |      |

Национальный состав
Согласно результатам переписи 2002 года, в национальной структуре населения русские составляли 100 % от 10 чел.

## Инфраструктура
Путевое хозяйство Западно-Сибирской железной дороги.
Социальные услуги жители получают в ближайших населённых пунктах.

## Транспорт
Посёлок при разъезде доступен автомобильным и железнодорожным транспортом.
Просёлочные дороги.